# One Race Films
One Race Films (ORF), nota anche come One Race Productions, è una società di videoproduzione fondata nel 1995 a Los Angeles dall'attore, sceneggiatore, regista e produttore statunitense Vin Diesel. La Tigon Studios, una società di produzione e sviluppo di videogiochi fondata nel 2002, è interamente controllata dalla One Race Films.
La ORF ha prodotto alti incassi con la serie fantascientifica Riddick, e quella d'azione Fast and Furious. Nel film drammatici, la ORF ha sviluppato e prodotto Prova a incastrarmi (basato su una storia vera), diretto dal premio Oscar alla regia Sidney Lumet, acclamato dalla critica.

## Produzione
- Multi-Facial (1994)
- Strays (1997)
- xXx (2002)
- Il risolutore (2003)
- The Chronicles of Riddick (2004)
- Prova a incastrarmi - Find Me Guilty (2006)
- Fast & Furious - Solo parti originali (2009)
- Los Bandoleros (2009)
- Fast & Furious 5 (2011)
- Fast & Furious 6 (2013)
- Riddick (2013)
- Fast & Furious 7 (2015)
- xXx - Il ritorno di Xander Cage (xXx: Return of Xander Cage) (2017)
- Fast & Furious 8, regia di F. Gary Gray (2017)
- Fast & Furious 9 - The Fast Saga (F9: The Fast Saga), regia di Justin Lin (2021)
- Fast X, regia di Louis Leterrier (2023)